# ナシヨナル物産
ナシヨナル物産株式会社（ナショナルぶっさん）は、東北新社の連結子会社で、記録メディアの販売、高級家具・布地の輸入販売を行う会社である。
かつてはスーパーマーケットを運営していたが、東北新社は2023年6月16日、ナシヨナル物産が手掛けている事業の内、スーパー事業を同年9月29日付で株式会社NAホールディングスへ会社分割により譲渡する事、NAホールディングス株式の90%を中島董商店へ譲渡する事を発表。ナシヨナル物産が手掛けているスーパー事業は2023年9月29日付でナショナル麻布株式会社（同年7月にNAホールディングスから商号変更）へ譲渡されたと同時に、ナショナル麻布株式の90%は中島董商店へ譲渡された。

## 沿革
- 1615年 - 木村酒造創業。
- 1961年5月18日 - ナシヨナル物産株式会社を設立。
- 1962年 - ナショナル麻布スーパーマーケットオープン。
- 1970年8月 - 株式会社ビデオ・グラフ設立。
- 1972年4月 - 東北新社がナショナル物産の株式を取得。
- 1974年4月 - ナショナル麻布内にサーティワン・アイスクリームFC1号店となる麻布店が開店。
- 1980年6月 - スーパーの輸入部門として共同物産株式会社（のちに株式会社ナショナルトレーディングに社名変更）設立。
- 1986年 - ナショナル田園オープン。
- 1990年2月 - 株式会社ナショナルインテリア設立。
- 1996年 - 木村酒造が東北新社グループ入り。
- 2000年4月 - ナショナル物産、ビデオ・グラフ、木村酒造、ナショナルトレーディング、ナショナルインテリアが合併（存続会社はナシヨナル物産）。
- 2011年10月31日 - 建物の老朽化によりナショナル麻布閉店。
- 2012年8月31日 - ナショナル麻布新店舗、グランドオープン。
- 2013年5月1日 - 木村酒造を分社化。
- 2015年 - ナショナル麻布 広尾ガーデンヒルズ店オープン。
- 2023年9月29日 - ナシヨナル物産の会社分割を実施し、スーパー部門をナショナル麻布株式会社へ譲渡。

## 主な事業
- ナショナルインテリア（インテリア事業部、港区六本木）
- ビデオ・グラフ（ビデオ・グラフ事業部、港区東麻布）

### 子会社
- 木村酒造（秋田県湯沢市）